# Thunderhill Raceway Park
O Thunderhill Raceway Park é um autódromo localizado em Willows, estado da Califórnia, nos Estados Unidos, o circuito possui um traçado de 8,04 km, sendo o maior traçado do país.